# Chaostage
Als Chaostage werden Treffen von Punks in verschiedenen Städten bezeichnet, die mit Aufrufen zu Gewalt und Zerstörung im Vorfeld und großer medialer Aufmerksamkeit einhergehen.
Die ersten Chaostage fanden 1983 in der niedersächsischen Landeshauptstadt Hannover statt und richteten sich gegen eine geplante Punker-Kartei der Polizei. Bei den seitdem mehr oder weniger regelmäßig stattfindenden Chaostagen kam es – besonders bei den Chaostagen 1995 – immer wieder zu heftigen Ausschreitungen und Straßenschlachten mit der Polizei.
Dabei beteiligten sich neben Punks zum Teil auch Autonome und andere linke und linksradikale Gruppen, Hooligans, Skinheads sowie andere erlebnisorientierte und gewaltbereite Jugendliche und Erwachsene.
Mittlerweile wird der Begriff Chaostage auch in anderen Bezügen verwendet.

## Geschichte

### 1980er Jahre
Ein Vorläufer der Hannoverschen Chaostage fand 1982 an mehreren Samstagen in Wuppertal statt. Anlass war der Versuch der dortigen Stadtverwaltung, den dort lebenden Punks zu verbieten, sich in Gruppen um einen zentralen Brunnen in der Innenstadt zu versammeln. Dies bewirkte jedoch, dass sich fortan nicht nur Wuppertaler, sondern auch Punks aus anderen Orten in Wuppertal trafen. Diese Treffen wurden „Wuppertaler Punk-Treffs“ genannt. 1982 kam es dann in Elberfeld zu Straßenschlachten zwischen Punks und der Polizei, ein Jahr später gab es Krawalle zwischen Punks und rechtsradikalen Skinheads mit mehreren Verletzten.
Als erster Chaostag in Hannover kann bereits der 18. Dezember 1982 gelten. Ein Tondokument Jello Biafra ruft zum Chaostag aufⓘ belegt, dass Jello Biafra während des Auftritts der Dead Kennedys zwei Tage zuvor am 16. Dezember 1982 im Kursaal in Bad Honnef ausdrücklich zu „Chaostagen“ aufrief und sich dabei ebenfalls auf die geplante Punker-Kartei bezog, in der Jugendliche mit auffälligem Aussehen registriert wurden, auch wenn sie in keine Straftaten oder Ordnungswidrigkeiten verwickelt waren.
Die ersten „offiziellen“ Chaostage fanden vom 1.–3. Juli 1983 in Hannover statt. Die Idee eines großen Punk- und Skin-Treffens war die, möglichst viele „karteiwürdige“ Menschen nach Hannover zu holen, um so diese Kartei ad absurdum zu führen.

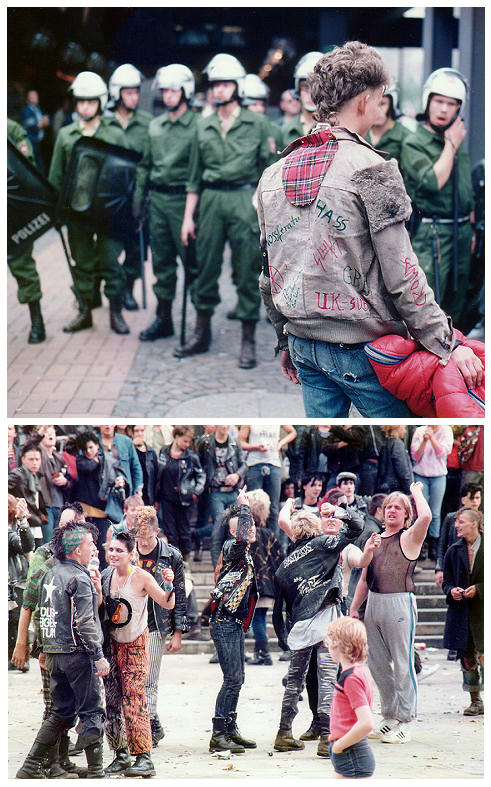
Chaostage 1984 in Hannover

Auch 1984 und 1985 trafen sich dann, allerdings jeweils am ersten Augustwochenende, wieder Punks und andere linke Gruppen in Hannover. Diese Treffen standen ursprünglich unter dem Motto Punks & Skins United. Allerdings zeigte sich bald, dass die Skins rechtsradikal unterwandert waren, weshalb es auch 1984 zu heftigen Auseinandersetzungen zwischen Punks und Skins in der Innenstadt kam. Nach diesen Auseinandersetzungen zogen sich die Punks auf das Gelände des UJZ Glocksee zurück, wo sie von der Polizei eingekesselt wurden. Als die Polizei im Innenhof des Geländes Tränengas einsetzte, wurde in der darauf folgenden Panik das Cafe des UJZ Glocksee von den eingekesselten Punks zerstört.
Für 1989 waren „Internationale Chaostage“ geplant. Zu diesem Treffen kamen jedoch weniger Punks als erwartet.
Seit Mitte der 1980er nennen sich zahlreiche größere und kleinere Treffen von Punks auch außerhalb Hannovers Chaostage, haben aber außer dem Namen oft nicht viel mit diesen gemein.
1987 versammelten sich im Ostwestfälischen Lübbecke am zweiten Augustwochenende ca. 1000 Punks aus Deutschland, den Niederlanden, Belgien und England zu einem friedlichen und ruhigen Bierbrunnenfest. Drei Jahre später wurde kein Freibier mehr an die Punks ausgeschenkt.

### 1990er Jahre
Nachdem es in den Jahren ab 1985 weitgehend ruhig geworden war, kam es 1994 und im August 1995 überraschend zu erneuten Chaostagen in Hannover. Die Chaostage der 1990er Jahre zeichneten sich durch teilweise heftige Auseinandersetzungen der Punks und einheimischer Jugendlicher mit der Polizei aus. Doch nicht nur Hannover wurde als Veranstaltungsort gewählt, auch die Insel Sylt war im März 1995 ein 'Austragungsort'.
Bei den Chaostagen vom 4. bis 6. August 1995 in der Nordstadt von Hannover kam es zu Straßenschlachten zwischen rund 2.000 Teilnehmern und bis zu 3.500 Polizisten und Bundesgrenzschutzbeamten aus zehn Bundesländern, dabei wurden 180 Polizisten und eine nicht genau bekannte Anzahl Chaostage-Besucher verletzt. Diese fanden auch auf dem Sprengelgelände statt. Gegen 220 Chaostage-Besucher wurde später Anklage wegen verschiedener Delikte erhoben. Die Medien sprachen von bürgerkriegsähnlichen Zuständen, Aufsehen erregte die Plünderung eines Penny-Supermarktes in der Nordstadt. Der Chef der Landespolizei, Hans-Dieter Klosa, sagte im Nachhinein: „Das war fast wie im Bürgerkrieg“.
Am 5. August verlagerte sich das Geschehen in den Stadtteil Linden-Nord, wo zeitgleich das Fährmannsfest Hannover als alternatives Open-Air-Festival stattfand. Nachdem am frühen Abend ein Bierstand mit den Worten „Freibier für alle!“ überfallen wurde, wurde das Fährmannsfest von der Polizei gestürmt. Auch am Steintor kam es zu Randale.
Die Polizei hatte bei den Chaostagen nach eigenen Angaben auf eine Deeskalationsstrategie gesetzt, die aber das Gegenteil bewirkte, so dass sich der damalige niedersächsische Ministerpräsident Gerhard Schröder und sein Innenminister Gerhard Glogowski bundesweit Kritik für ihre Strategie gefallen lassen mussten. Insgesamt kam es zu 400 Verletzten, 180 Verletzte waren Polizisten.
Im Jahr 1996 kam es am ersten Augustwochenende zu einer bisher nicht dagewesenen Polizeipräsenz von über 10.000 Beamten in der gesamten Stadt Hannover, die jeden Versuch, Chaostage zu veranstalten, im Keim ersticken sollte. Dies gelang bei einer Anzahl von Punks, die nur im oberen dreistelligen Bereich lag, mühelos. Da an diesem Wochenende in vielen Stadtteilen buchstäblich an jeder Ecke Polizei stand, wurde von Kritikern auch ironisch von „Ordnungstagen“ gesprochen.

### Ab 2000
Für das EXPO-Jahr 2000 waren erneut Chaostage in Hannover angekündigt, die jedoch nicht die Ausmaße von 1995 erreichten. Initiator Karl Nagel hatte eine umfangreiche parodistische Website erstellt, die vollkommen überzogene Erwartungen weckte. Trotzdem befanden sich zur Zeit der Expo sehr viele Jugendliche in der Stadt und es kam zu hunderten von Festnahmen durch die Polizei, vor allem auch auf dem Gelände der besetzten ehemaligen Schokoladenfabrik Sprengel in der Nordstadt. Zudem gab es bereits im Vorfeld einen Anschlag von Autonomen auf die Bahnstrecke Hannover-Hamburg, der sich auf die Expo in Hannover bezog.
Vom 3. bis zum 5. August 2001 wurden Chaostage in Cottbus und Dortmund angekündigt. In Cottbus versammelten sich relativ wenige Jugendliche; nach Berichten wurden 58 Personen in Cottbus kurzzeitig in Polizeigewahrsam genommen. In Dortmund trafen sich etwa 700 Punks, von denen mehr als 500, nach kleineren Zwischenfällen, in Gewahrsam genommen wurden.
Im Jahr 2002 sollten Chaostage vom 2. bis zum 4. August in München stattfinden. Sie waren nach Medienberichten als Protest gegen den Kanzlerkandidaten der CDU/CSU, Edmund Stoiber, geplant. Die Münchner Polizei reagierte auf die Ankündigung mit einer „Null-Toleranz-Strategie“. Allerdings reisten ohnehin kaum Punks an, so dass die Chaostage praktisch ausfielen. Eine Sonderverfügung untersagte alle „Handlungen, die mit Chaostagen zu tun haben“. In der Boulevard-Presse wurde dieses Vorgehen sehr gelobt (BILD: „Punker prallen an Festung München ab“).
Vom 5. bis 7. August 2005 fanden wieder Chaostage in Hannover statt. Ungefähr 300 bis 500 Punks trafen sich in der Stadt. Die Polizei nahm bereits am Freitag, dem 5. August knapp 90 Punks in Gewahrsam. Bei einer Wahlveranstaltung der Anarchistischen Pogo Partei Deutschlands am 6. August am Kröpcke setzte die Polizei ein striktes Alkohol- und Hundeverbot durch. Nach ersten Ausschreitungen in der Innenstadt sowie an der Universität Hannover löste die Polizei die Veranstaltung auf, kesselte einen Großteil der anwesenden Punks vor dem Hauptbahnhof über ca. drei Stunden ein und nahm sie für bis zu acht Stunden in Gewahrsam.
Vom 4. bis 6. August 2006 trafen sich ungefähr 300 bis 450 Punks, Skins und Freunde, viele in neutraler Kleidung, in Hannover. Etwa 1000 Polizisten waren im Einsatz und erteilten allen größeren Gruppen einen Platzverweis für die Innenstadt.
Am 9. Juni 2007 trafen sich ungefähr 200 Punks, Skins und Autonome sowie Karl Nagel in Wuppertal-Elberfeld, um das 25-jährige Jubiläum der Chaostage zu feiern. Etwa 300 Polizisten nahmen letztlich 47 Punks fest, sprachen gegen 42 Randalierer Aufenthaltsverbote aus und erteilten 150 Platzverweise. Ein Beamter und mehrere Punks wurden verletzt.
Vom 10. bis 14. Oktober 2012 fanden die „internationalen Chaostage“ in Karlsruhe statt. Als Begründung für den Austragungsort wurde das stattfindende „Karlsruher Stadtfest“ mit dem stattfindenden „Maskottchentreffen“ sowie die zahlreichen Baustellen der Stadt genannt. Mit einem starken Aufgebot hatte die Polizei den Versuch von etwa 60–70 Punks unterbunden, in das „Substage“ auf dem ehemaligen Schlachthofgelände einzudringen. In den Räumlichkeiten fand zu diesem Zeitpunkt ein von rund 300 Personen besuchtes friedliches Konzert der Altpunkband Slime statt. Bereits am späten Nachmittag und in den früheren Abendstunden hatten sich rund 60 Punks auf dem Messplatz eingefunden und sich friedlich niedergelassen. Bei der späteren Fest- beziehungsweise Gewahrsamnahme von 71 Punks, die zum Teil bis zum nächsten Tag anhielt, setzte die Polizei Pfefferspray und Schlagstöcke ein. Insgesamt wurden über hundert Platzverweise durch die Polizei ausgesprochen, teilweise ein bis einschließlich Sonntagabend geltendes Aufenthaltsverbot für den innerstädtischen Bereich.
Für 2013 wurde zu Chaostagen nach Heidelberg am ersten Juliwochenende aufgerufen. Es kamen allerdings weitaus weniger Teilnehmer als angekündigt. Zugleich wurde wieder für Hannover am ersten Augustwochenende mobilisiert. Ein Konzert der Fun-Punk-Band „Abstürzende Brieftauben“, der Band „Kein Hass da“ (mit Frontsänger Karl Nagel) und drei weiteren Bands fand am ersten Samstag im August begleitend zu den Chaostagen in Hannover statt.

## Musik
- 1996 brachte Highdive Records mit dem Herausgeber Konrad Kittner den Sampler Chaostage „Schöne Grüße aus Hannover“ auf den Markt, auf dem Schrottgrenze, Recharge, Boskops und viele andere Hannover Bands vertreten waren.[37]
- Für die Chaostage 2000 produziert die Band Knochenfabrik den Song Expo 2000.[38]
- 2016 erschien auf dem Album DER der Punk-Band WIZO das Lied Chaostage94.[39]
- Im Song „Motherfucker 666“ der Ärzte vom Album „Le Frisur“ werden die Chaostage erwähnt. („Ich scheiße auf die Chaos-Tage und auf das System“)[40]
- Im Song „Was wird aus Hannover“ von Thees Uhlmann vom Album "Junkies und Scientologen" werden die Chaostage erwähnt. („Wir waren wie Hannover,  Wie Chaostage unbeliebt.“)[41]

## Filme
1996 kam der Film Krieg der Welten – Chaostage Hannover 1995 in Umlauf, der in der Punkszene schnell Kultstatus errang. Er besteht aus diversen Zusammenschnitten von Nachrichtensendungen und Spielfilmen.
Im Jahr 2007 wurde der Episodenfilm Chaostage – We Are Punks! von Regisseur Tarek Ehlail gedreht. Punks, die auch an den echten Chaostagen beteiligt waren, wirken mit. Die Geschichte an sich bezieht sich jedoch nicht auf die realen Ereignisse, sondern versucht mit einer absurden Verknüpfung von Zufällen die Entstehung des Phänomens auf ironische und satirische Weise zu „erklären“. Diese beziehen sich auf das gleichnamige Buch von Moses Arndt. Dokumentarischen Charakter erhält der Film durch Interviewszenen mit an den Chaostagen beteiligten Punks. Der Film feierte am 3. Oktober 2008 in Hannover Premiere. Der gleichnamige Soundtrack mit vielen Bezügen zu den Treffen wurde wegen des Liedes Wir wollen keine Bullenschweine von der Bundesprüfstelle für jugendgefährdende Medien indiziert. Bei einem Punkkonzert am Tag der Premiere des Films kam es erneut zu Auseinandersetzungen zwischen Punks und der Polizei in der Nordstadt. Die Polizei nahm 74 Personen in Gewahrsam.

## Chaostage als Medienbegriff für Turbulenzen aller Art
Etwa seit den 2000er Jahren wird der Ausdruck Chaostage für verwirrte oder ungewöhnlich ungeordnete gesellschaftlich-politische Ereignisse und Zustände von vielerlei Art und ohne Bezug zur Punkszene benutzt (z. B. Bundesregierung/Koalitionskrisen, Führungskrise in der deutschen Bank, Griechenlandkrise, AfD-Parteitag, G8-Gipfel in Genua u. v. a.).

## Kritik
Von konservativ-bürgerlicher Seite wurden besonders die früheren Chaostage als reine „Randale“ wahrgenommen. Politische Ziele seien nicht erkennbar, es handele sich weniger um politische Demonstrationen, sondern vielmehr um Rituale der Gewalt, vergleichbar mit dem 1. Mai in Berlin-Kreuzberg.
Aber auch von alternativer und linker Seite wurden die Veranstaltungen wegen Inhaltsleere und Bürgerschreck-Mentalität kritisiert: Die Treffen lieferten – so die Kritiker – einer Law-and-Order-Politik Argumente und dienten erlebnisorientierten sowie gewaltbereiten Jugendlichen als Abenteuerspielplatz.
Aus Pogo-anarchistischer Sicht bestand die Zielsetzung der Chaostage früher hauptsächlich darin, provokativ gegen Repression und Entrechtung von Punks vorzugehen. Seit den 1990er Jahren ist vor allem das Bestreben erkennbar, den Mythos Chaostage am Leben zu erhalten und den sensationslüsternen Medien, Politikern und Bürgern künstlich übersteigerte Krawallgefahren anzubieten, die diese dankbar annahmen, um so ein Stück unterhaltsame Realsatire zu schaffen.